# Държавно устройство на Молдова
Държавното устройство на Молдова е единна парламентарна демократична република, независима от 1991 г., когато престава да бъде част от СССР. Конституцията от 1994 година поставя основните принципи на устройство на правителството.
Централното законодателно тяло на страната е еднокамарният парламент, който се състои от 101 народни представители, избирани веднъж на всеки четири години от партийни избирателни листи.
Държавен глава е президентът на Молдова, който се избира от парламента с поне три пети от гласовете (61 гласа). Президентът назначава министър-председател, който на свой ред сформира кабинет, и двата акта са обект на одобрение от парламента.
Конституцията от 1994 година учредява независим Конституционен съд, състоящ се от шест съдии (двама назначени от президента, двама от парламента и двама от върховния консул на магистратите), служещи на периоди от по шест години, през които те не могат да бъдат отстранени и не са подчинени на никоя власт. Съдът разполага с властта да разглежда всички актове на парламента, президентски постановления и международни спогодби, подписани от държавата.

## Изпълнителна власт

### Президент
Като държавен глава, президентът на Република Молдова е неин представител и гарант за националния суверенитет, независимост, единността и териоториалния интегритет на нацията. В този контекст понятието „държавен глава“ означава човекът, който е избран да представлява държавата на най-високо равнище, представлявайки цялата нация и нейната територия. Всеки гражданин на Република Молдова над четиридесетгодишна възраст, който има правото да гласува, живял е в страната в продължение на поне десет години и говори официалния език може да се кандидатира за службата президент на Република Молдова. Президентът се избира чрез тайно гласуване на Парламента. Кандидатът, който събере поне три пети от гласовете на народните представители, се счита за избран. Ако никой от кандидатите не добие нужния брой гласове, се провежда балотаж, за да се избере между двамата най-високо класирани кандидати от първото гласуване. Ако след балотажа няма кандидат с достатъчен брой гласове, се провеждат нови избори.
Конституционният съд потвърждава резултата от изборите. В срок от 45 дни след приключване на изборите, избраният кандидат полага клетва пред парламента и Конституционния съд. Президентът застъпва в длъжност на деня, в който полага клетвата, и неговият мандат е за четиригодишен период до деня, в който следващият президент положи клетва. По Конституция, мандатът на държавния глава може да бъде удължен в случай на война или бедствие, но едно лице не може да бъде президент повече от два поредни мандата.

## Законодателна власт
Република Молдова е парламентарна република. Председателят и заместник-председателите се избират след правното съставяне на законодателното тяло. Според наредбите на парламента, председателят се избира за цялата продължителност на периода чрез тайно гласуване на народните представители по предложение на парламентарните групи. Заместник-председателите на парламента се избират чрез открито гласуване на народните представители по предложение на председателя на парламента след консулатции с парламентарните групи.
Главните и най-важни документи са обект на дебати между парламентарните групи, които на практика заемат основно място при вземане на решения в парламента. Тези изключително важни части на законодателното тяло се съставят съобразно наредбите в десет дневен срок след като парламентът е правно съставен. Всяка група се състои от поне пет представители, които формират работни групи и организират законодателната дейност на базата на политически формации.
Постоянните комитети на парламента изпълняват специална роля в подготовката на неговата работа и упражняването на неговите функции, особено законодателната и контролната. Комитетите са специализирани според сферите на дейност, зависещи от различните задължения на правителството. Те се избират за целия срок на дейност на парламента. Постоянните комитети се отчитат на Парламента и са му подчинени. Парламента определя броя, наименованието, бройния и именния състав на всеки комитет.
За проектиране на комплексни законодателни акотове, съвещателни мнения върху тях или за други цели, посочени в учредителното решение, парламентът може да състави специални и проучващи комитети. Постоянното бюро предлага на законодателното тяло за удобрение именния състав на комитета и срока, в който докладът трябва да бъде предаден. Проучващият комитет може да бъде учреден по искане на парламентарна група или на група от поне пет процента от броя на народните представители.

## Съдебна власт
Правосъдие се раздава от Върховния, Апелативния, Арбитражния съд и окръжните съдилища. За някои специфични случаи се сформират специални съдилища. Структурата на съдилищата, сферата на тяхната компетенция и съответните правни процедури се установяват в конституцията.
Съдиите се назначават от президента по предложение на консула на висшите магистрати. Тези съдии, които преминат входящия тест, се назначават за петгодишен срок. След изтичането му се назначават за неограничен период до пенсиониране.
Назначените на длъжност съдия лица не могат да работят на друга позиция, освен като преподаватели или учени.
Изслушванията в съдилищата са публични. Някои дела могат да бъдат водени при затворени врати само ако това е постановено от закона и в съответствие с всички правни процедури. Делата се водят на Молдовски език. Тези, които не говорят езика имат правото на преводач. По закон, делото може също така да се води на друг език, който е най-подходящ за множеството участващи лица. Присъдите могат да бъдат обжалвани по установен от закона ред.

## Конституция
Конституцията от 1994 година поставя основните принципи на устройство на правителството. За да се правят промени в нейното съдържание, е необходимо парламентарно мнозинство от поне две трети, като това не може да бъде направено по време на война или бедствие. Също така промени, засягащи суверенитета, независимостта или единството на страната, могат да бъдат правени само с референдум. Корекциите в конституцията не могат да ограничават фундаменталните права на гражданите.

## Независимост
Молдова обявява независимост от Съветския съюз на 27 август 1991 година, като независимостта на страната е официално призната на 2 март 1992, когато Молдова става част от Обединените нации.